# Marilyn Ruth Take
Marilyn Ruth Wittstock, née Take le 11 mars 1928 à Toronto (Ontario) et morte dans la même ville le 14 avril 2023,, est une patineuse artistique canadienne, championne du Canada en 1947.

## Biographie

### Carrière sportive
Barbara remporte les championnats canadiens en 1947. En 1948, elle représente son pays aux mondiaux à Davos et aux Jeux olympiques d'hiver à Saint-Moritz.
Elle arrête sa carrière sportive amateure en 1948.

## Palmarès
| Compétitions principales                                                         | 1943 | 1944 | 1945 | 1946 | 1947 | 1948 |
| Jeux olympiques d'hiver                                                          |      | JA   |      |      |      | 12e  |
| Championnats du monde                                                            | CA   | CA   | CA   | CA   |      | 12e  |
| Championnats d'Amérique du Nord                                                  | CA   |      | 5e   |      | 6e   |      |
| Championnats du Canada                                                           | CA   | 2e   | 2e   | 2e   | 1re  | F    |
| Légende : F= Forfait ; JA = Jeux olympiques annulés ; CA = Championnats annulés. |      |      |      |      |      |      |